# Горли, Сандро
Са́ндро Го́рли (итал. Sàndro Gòrli, 1948, Комо) — итальянский композитор, дирижер, педагог. Автор «Реквиема» для смешанного хора без сопровождения, написанного специально для известного хорового коллектива La Chapelle Royale. Это сочинение вошло в сокровищницу хоровой аутентичной музыки. С 1990 по 1998 — главный дирижер Ансамбля "Элизион" в Мельбурне.

## Биография

### Молодость
Сандро Горли родился в живописном итальянском городе Комо 19 июня 1948 года. Прекрасные виды этого небольшого итальянского городка навевали мысли юного Сандро Горли заняться архитектурой. Он даже поступил и закончил университетский курс по архитектуре в Милане, но тяга к музыке пересилила, и он углубился в изучение композиции с известным итальянским композитором и педагогом Франко Донатони, который, в частности, был учителем современного финского композитора и дирижёра Эсы-Пекки Салонена. В результате он получил высшее музыкальное образование и по классу композиции, и по классу фортепиано.
Также он занимается исследованиями в области фонологии и сотрудничает со Студией Фонологии при Радиотелевидении Италии (RAI) в Милане. В процессе своей работы на RAI он знакомится с музыкантами из национального симфонического оркестра и «загорается» дирижированием. Сначала Сандро Горли изучает это искусство прямо в Милане, а потом по приглашению Ханса Сваровски переезжает в Вену и становится высококвалифицированным дирижёром.
В 1977 году Сандро Горли выявляет в себе организаторские способности и учреждает до сих пор существующий Ансамбль «Дивертисмент». Целью этого коллектива становится пропаганда современной музыки, особенно академической музыки в стиле модернизма.

### Исполнительское искусство
Начиная с 1990 года Сандро Горли в роли дирижёра неустанно работает с двумя коллективами, с ансамблем «Дивертисмент» и ансамблем «Элизион». Также ему сопутствует успех и в работе по приглашению, а именно, он дирижирует «Orchestra Sinfonica Siciliana» в Палермо (премьера Low Simphony Филипа Гласса), делает записи музыки Бруно Мадерна с «Orchestra Sinfonica di Milano Giuseppe Verdi».
К настоящему времени Сандро Горли уже записал более 14-ти полноформатных CD с музыкой от классики до модернизма, в жанре которого он преуспел и сам.

### Композиторское творчество
Сандро Горли один из немногих современных композиторов, которые имеют крупные заказы, в частности, ему заказывали написать музыкальные сочинения Миланское Радиотелевидение (RAI,1973), Французское Министерство Культуры (1979, 1983, 1984, 1989, 1994), Итальянское Министерство иностранных дел (1987), Радио Франции (1981 и 1988) и другие видные заказчики.
В число общепризнанных творений Сандро Горли входит:
- «Me — Ti», по заказу Бруно Мадерна для национального симфонического оркестра Радиотелевидения в Милане
- «Chimera la luce» для вокального секстета, фортепиано, хора и оркестра
- «Il bambino perduto» для оркестра
- Струнный квартет
- «Super flumina» для гобоя, альта и оркестра
- «Le due sorgenti» для камерного оркестра
- «Requiem» памяти Натальи Мефано для аутентичного хора La Chapelle Royale[2]
- Опера «Соло»
- Опера «Le mal de lune» (дебютировала в Кольмаре и Страсбурге в 1994)

## Награды
- Европейская Премия 1985 года за оперу «Соло» для музыкального театра